# Bernhard Breslau
Bernhard Breslau (* 9. Mai 1829 in München; † 31. Dezember 1866 in Zürich) war ein deutscher Gynäkologe und Hochschullehrer.

## Leben
Breslau war Sohn des Münchner Medizinprofessors und Leibarztes Heinrich von Breslau. Er studierte Medizin an der Universität München. Dort wurde er 1852 mit der Dissertation De totius uteri exstirpatione zum Dr. med. promoviert. Anschließend ging er zu Friedrich Wilhelm Scanzoni von Lichtenfels an die Universität Würzburg, zu Karl Wilhelm Mayer nach Berlin sowie zu James Young Simpson an die Universität Edinburgh, um seine Kenntnisse auszubauen und sein Studium fortzusetzen. Im Geiste von Oliver Wendell Holmes und Ignaz Philipp Semmelweis schrieb er 1854 im bayerischen Ärztlichen Intelligenzblatt über die entbundene Frau als Verletzte, deren Wundfläche verderbliche Stoffe aufnehmen könne und dass es somit leicht zu einer direkten Übertragung virulenter Substanzen (etwa durch Hände von Ärzten und Wärterinnen sowie durch Wäsche und Schwämme) von einer Wöchnerin zur anderen kommen könne. 1856 kehrte er an die Münchner Universität zurück und habilitierte sich mit der Arbeit Diagnostik der Tumoren des Uterus ausserhalb der Schwangerschaft und des Wochenbetts vom Klinischen Standpunkte aus. Anschließend lehrte er dort als Privatdozent.
Breslau nahm 1858 einen Ruf als außerordentlicher Professor der Geburtshilfe und Gynäkologie an die Universität Zürich an. Außerdem wurde er Klinikvorstand am Universitätsspital Zürich. 1863 erhielt er eine ordentliche Professur. Er versuchte mit Schriften und Verhandlungen den Neubau der Klinik für Geburtshilfe durchzusetzen, hatte damit jedoch keinen Erfolg. Er starb 1866 an einer Infektion mit Leichengift.
Breslaus Forschung beschäftigte sich unter anderem mit Beckenanomalien, der Überlebensdauer von Föten einer toten Mutter sowie mit der Entstehung des Geschlechts.
Die Malerin Louise-Cathérine Breslau war seine Tochter.

## Schriften (Auswahl)
- De totius uteri exstirpatione. München 1852.
- Diagnostik der Tumoren des Uterus ausserhalb der Schwangerschaft und des Wochenbetts vom Klinischen Standpunkte aus. Kaiser, München 1856.
- Die Gebäranstalt in Zürich. Zürich 1863.